# Jon Fogarty
 (mai 2025).
Si vous disposez d'ouvrages ou d'articles de référence ou si vous connaissez des sites web de qualité traitant du thème abordé ici, merci de compléter l'article en donnant les références utiles à sa vérifiabilité et en les liant à la section « Notes et références ».
Pour les articles homonymes, voir Fogarty.

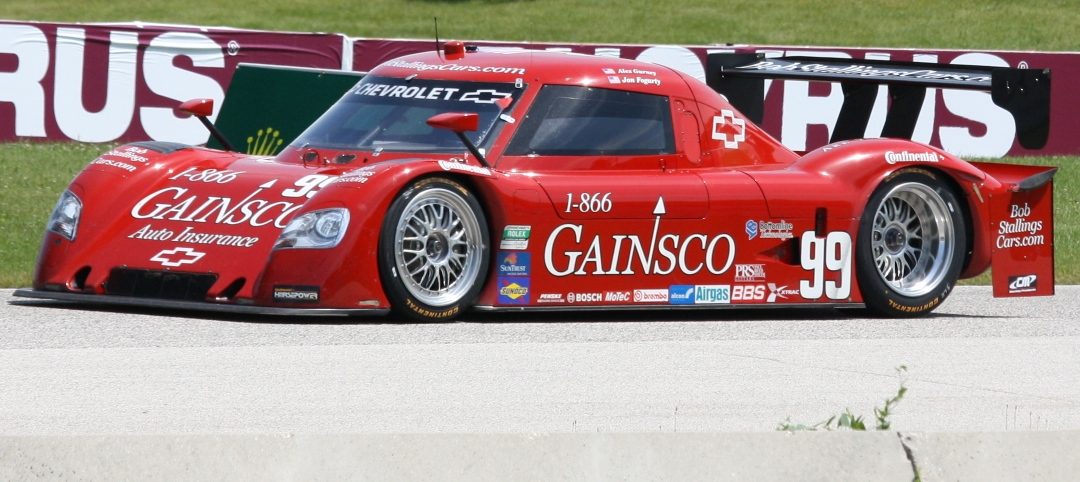
La Riley Chevrolet de Jon Fogarty et Alex Gurney en 2011

Jon Fogarty, né le 23 mai 1975 à Palo Alto, (Californie), est un pilote automobile américain. 
Il a participé à l'Atlantic Championship et court actuellement en Rolex Sports Car Series pour l'écurie GAINSCO/Bob Stallings Racing.

## Biographie
Jon Fogarty débute en Barber Dodge Pro Series de 1996 à 2000 puis après une saison où il fut blessé en Indy Lights en 2001, il s'engage en Formule Atlantique en 2002. Il remporte le titre en 2002 et 2004. En 2003 et 2005, il essaie en vain de trouver un volant en Champ Car et se tourne en 2006 vers l'endurance en participant aux 12 Heures de Sebring avec l'écurie Flying Lizard Motorsports.
Depuis 2006, il est dans l'équipe GAINSCO/Bob Stallings Racing pour participer aux Rolex Sports Car Series.

## Palmarès
- Vainqueur de l'Atlantic Championship en 2002 et 2004
- Vainqueur des Rolex Sports Car Series en 2007 et 2009 avec Alex Gurney